# Pierre de Camaret
Pierre de Camaret est un prélat français, évêque de Fréjus de 1264 à 1266.